# Maxton Hall – Die Welt zwischen uns

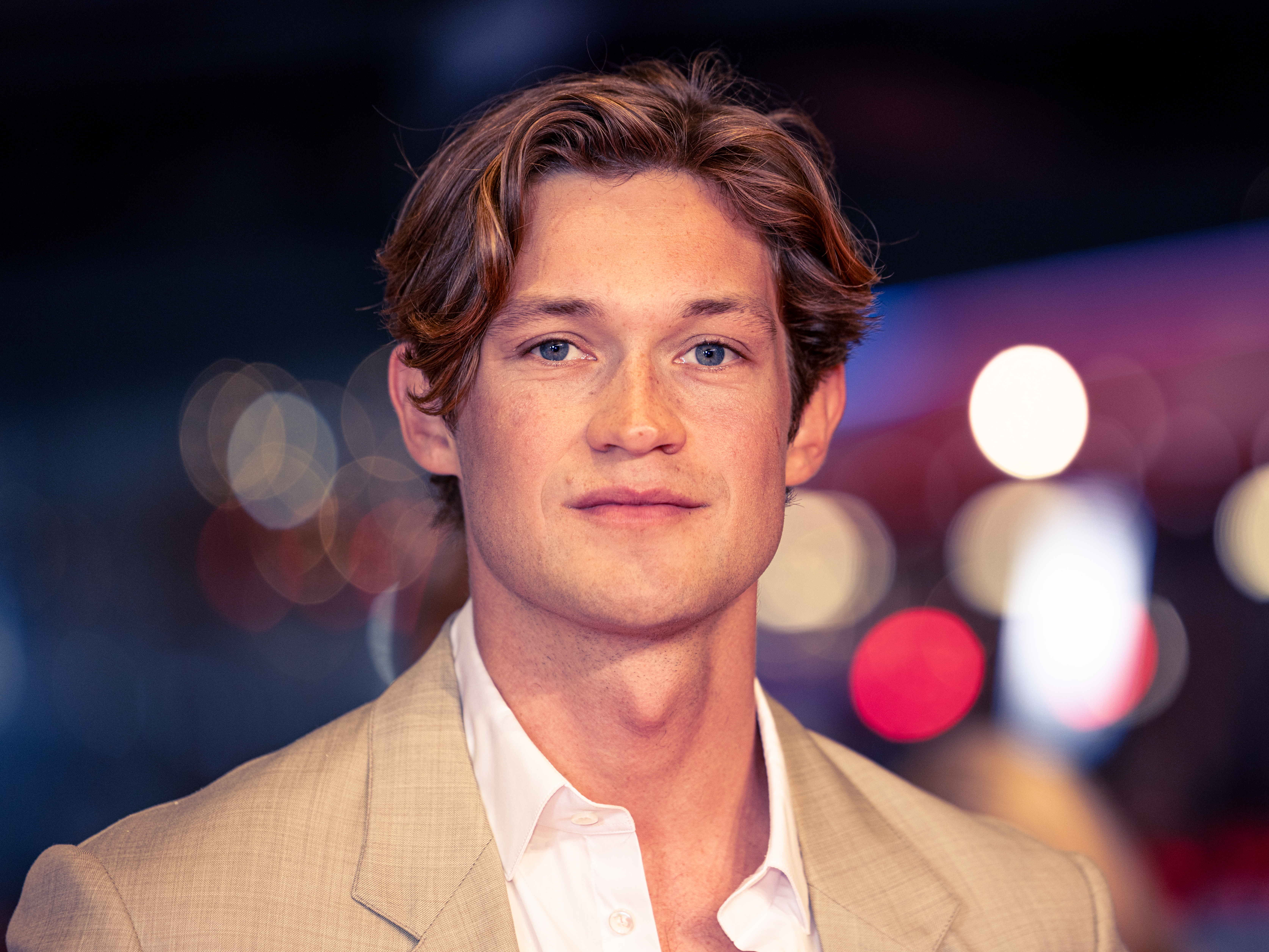
Damian Hardung

Maxton Hall – Die Welt zwischen uns ist eine sechsteilige deutsche Fernsehserie mit Harriet Herbig-Matten und Damian Hardung in den Hauptrollen, die auf der Buchreihe Save von Mona Kasten basiert. Die Serie wurde am 9. Mai 2024 auf Prime Video veröffentlicht und verzeichnete den bis dahin erfolgreichsten Serienstart unter allen nicht-amerikanischen Prime-Eigenproduktionen. Schon kurz nach Veröffentlichung wurde Maxton Hall zur weltweit beliebtesten Serie auf Prime Video und belegte in über 120 Regionen Platz eins der Charts.

## Handlung
Ruby Bell stammt aus einfachen Verhältnissen und hatte bislang keine Berührungspunkte mit Luxus. Als sie ein Stipendium für das Elite-College Maxton Hall erhält, ist sie plötzlich von Superreichen umgeben. Ruby lässt sich davon nicht ablenken und kämpft verbissen für ihren Traum, an der renommierten Oxford University angenommen zu werden. Sie gerät jedoch in einen Skandal, als sie ein brisantes Geheimnis über die Familie ihres arroganten Mitschülers James Beaufort erfährt. Er versucht mit allen Mitteln, Rubys Schweigen zu erkaufen, aber dann verlieben sich die beiden ineinander.

## Besetzung
| Rollenname         | Schauspieler          | Hauptrolle      |
| ------------------ | --------------------- | --------------- |
| Ruby Bell          | Harriet Herbig-Matten | 1.01–1.06       |
| James Beaufort     | Damian Hardung        | 1.01–1.06       |
| Lydia Beaufort     | Sonja Weißer          | 1.01–1.06       |
| Mortimer Beaufort  | Fedja van Huêt        | 1.01–1.06       |
| Cordelia Beaufort  | Clelia Sarto          | 1.01–1.03, 1.05 |
| Lin Wang           | Andrea Guo            | 1.01–1.06       |
| Alistair Ellington | Justus Riesner        | 1.01–1.06       |
| Cyril Vega         | Ben Felipe            | 1.01–1.06       |
| Ember Bell         | Runa Greiner          | 1.01–1.06       |
| Keshav Patel       | Govinda Cholleti      | 1.01–1.06       |
| Percy              | Hyun Wanner           | 1.01–1.06       |
| Angus Bell         | Martin Neuhaus        | 1.01–1.06       |
| Helen Bell         | Julia-Maria Köhler    | 1.01–1.06       |
| Camille            | Cosima Leonie Wiesend | 1.01–1.06       |
| Wren Fitzgerald    | Esmael Agostinho      | 1.01–1.05       |
| Kieran Rutherford  | Frederic Balonier     | 1.01–1.05       |
| Elaine Ellington   | Eli Riccardi          | 1.01–1.05       |
| Graham Sutton      | Eidin Jalali          | 1.01–1.05       |
| Jessalyn           | Serena Posadino       | 1.01–1.05       |
| Direktor Lexington | Thomas Douglas        | 1.01, 1.03–1.05 |
| Coach Freeman      | Kasem Hoxha           | 1.01–1.02       |
| Pippa Whinfield    | Cynthia Micas         | 1.02–1.04       |
| Harold Ellington   | Bernd Lambrecht       | 1.02–1.03       |
| Jude               | Gustav Schmidt        | 1.05–1.06       |

## Produktion und Hintergrund
Im Juni 2023 wurde von Prime Video und UFA Fiction eine Serienadaption von Save Me angekündigt. Die Serie soll den Titel Maxton Hall – Die Welt zwischen uns tragen und sechs Folgen umfassen. Für die Regie zeichneten Martin Schreier sowie Tarek Roehlinger verantwortlich. Die Drehbücher schrieb Headautorin Daphne Ferraro mit Unterstützung des Writers Rooms bestehend aus Marlene Melchior, Marc Schießer, Zoe Magdalena, Nina Rathke, Anna Schimrigk und Juliana Lima Dehne.
Die Dreharbeiten fanden zwischen Anfang Juli und Ende September 2022 hauptsächlich in Deutschland statt. Drehort für die Privatschule Maxton Hall war das Schloss Marienburg. In Brandenburgs Landeshauptstadt und UNESCO-Filmstadt Potsdam entstanden Szenen beispielsweise am Alten Markt: Die Nikolaikirche (Potsdam) stellt die Universität Oxford dar und das Museum Barberini dient als Londoner Firmenrepräsentanz der Firma Beaufort. Auch das Brandenburger Landtagsschloss ist zu sehen. Partyszenen sind an einer Villa in der Villenkolonie Neubabelsberg gedreht worden, das Haus von Rubys Familie steht im Neuen Garten. Das Herrenhaus Ganz in Kyritz dient als Familiensitz der Beauforts. In England entstanden kleine Szenen in London und Oxford.
Am 17. Mai 2024 gab Amazon bekannt, dass die Serie um eine zweite Staffel verlängert werde. Diese wird ab 7. November 2025 auf Amazon Prime Video veröffentlicht. 
Am 9. Juni 2025 gab Amazon bekannt, dass die Serie um eine dritte Staffel verlängert werde.

## Episodenliste
| Nr.                                                                         | Originaltitel       | Regie            | Drehbuch                                       |
| --------------------------------------------------------------------------- | ------------------- | ---------------- | ---------------------------------------------- |
| 1                                                                           | Unterm Radar        | Martin Schreier  | Daphne Ferraro                                 |
| 2                                                                           | Adel verpflichtet   | Martin Schreier  | Daphne Ferraro und Marc Schießer               |
| 3                                                                           | Bloßgestellt        | Martin Schreier  | Daphne Ferraro und Marlene Melchior            |
| 4                                                                           | Stunde der Wahrheit | Tarek Roehlinger | Daphne Ferraro und Zoe Magdalena               |
| 5                                                                           | Im Auge des Sturms  | Tarek Roehlinger | Daphne Ferraro, Nina Rathke und Anna Schimrigk |
| 6                                                                           | Ein Stück vom Glück | Tarek Roehlinger | Daphne Ferraro und Juliana Lima Dehne          |
| Am 9. Mai 2024 wurden alle Folgen der Serie bei Prime Video veröffentlicht. |                     |                  |                                                |

## Auszeichnungen
- Bambi-Verleihung 2024: Auszeichnung in der Kategorie Publikumswahl[9]